# Campionati del mondo di ciclocross 2010 - Gara maschile Under-23
La gara maschile Under-23 dei Campionati del mondo di ciclocross 2010, quindicesima edizione della prova, si svolse il 30 gennaio 2010 con partenza ed arrivo da Tábor, in Repubblica Ceca, su un percorso iniziale di 160 mt più un circuito di 3,1 km da ripetere 7 volte per un totale di 21,86 km. La vittoria fu appannaggio del francese Arnaud Jouffroy, il quale terminò la gara in 55'58", precedendo il belga Tom Meeusen e il polacco Marek Konwa terzo.
I corridori che presero il via furono 55, dei quali 51 completarono la gara.

## Squadre partecipanti
| N. ciclisti | Cod. | Squadra    |
| ----------- | ---- | ---------- |
| 6           | BEL  | Belgio     |
| 1           | CAN  | Canada     |
| 5           | CZE  | Rep. Ceca  |
| 2           | DEN  | Danimarca  |
| 4           | FRA  | Francia    |
| 5           | GER  | Germania   |
| 1           | HUN  | Ungheria   |
| 4           | ITA  | Italia     |
| 2           | JPN  | Giappone   |
| 1           | KAZ  | Kazakistan |

| N. ciclisti | Cod. | Squadra     |
| ----------- | ---- | ----------- |
| 1           | LUX  | Lussemburgo |
| 2           | MGL  | Mongolia    |
| 5           | NLD  | Paesi Bassi |
| 1           | POL  | Polonia     |
| 3           | SVK  | Slovacchia  |
| 3           | ESP  | Spagna      |
| 1           | SWE  | Svezia      |
| 3           | SUI  | Svizzera    |
| 5           | USA  | Stati Uniti |

## Ordine d'arrivo (Top 10)
| Pos. | Corridore         | Squadra     | Tempo   |
| ---- | ----------------- | ----------- | ------- |
| 1    | Arnaud Jouffroy   | Francia     | 55'58"  |
| 2    | Tom Meeusen       | Belgio      | a 25"   |
| 3    | Marek Konwa       | Polonia     | a 35"   |
| 4    | Arnaud Grand      | Svizzera    | a 37"   |
| 5    | Robert Gavenda    | Slovacchia  | a 39"   |
| 6    | Sascha Weber      | Germania    | a 48"   |
| 7    | Tijmen Eising     | Paesi Bassi | a 59"   |
| 8    | Elia Silvestri    | Italia      | a 1'06" |
| 9    | Matteo Trentin    | Italia      | a 1'12" |
| 10   | Lars van der Haar | Paesi Bassi | a 1'18" |